# Центр драматургии и режиссуры
«Центр драматурги́и и режиссу́ры» (ЦДР) — московский драматический театр, основанный в 1998 году Алексеем Казанцевым и Михаилом Рощиным. В ЦДР дебютировали такие известные режиссёры как Кирилл Серебренников, Ольга Субботина, Михаил Угаров и другие. Площадки театра располагаются на станциях метро «Сокол» (Ленинградский проспект, 71Г), «Беговая» (Беговая улица, 5) и «Арбатская» (Поварская улица, 20).

## История центра

### Руководство Рощина и Казанцева
Центр драматургии и режиссуры был создан театральными деятелями Алексеем Казанцевым и Михаилом Рощиным в 1998 году. Открытие ЦДР было приурочено к столетнему юбилею московского Художественного театра. Главной целью нового театра было предоставить возможность молодым драматургам, режиссёрам и актёрам раскрыть свой талант и заявить о себе. Казанцев и Рощин поощряли экспериментальную работу и нестандартное мышление. Художественные руководители практически не вмешивались в процесс создания новых постановок. Первый сезон открылся 7 декабря 1998 года спектаклем «Юдифь» режиссёра Вадима Данцигера по пьесе Елены Исаевой.
В первые годы работы у ЦДР не было собственного помещения, руководители центра снимали площадку в музее Высоцкого. Театр также не имел постоянной труппы, и режиссёры приглашали артистов для каждого нового проекта. Долгое время ЦДР не имел статуса государственного театра. Казанцев зачастую занимал деньги, чтобы оплатить расходы на аренду и новые постановки.
В 2001 году театр получил статус государственного учреждения и собственную площадку на станции метро «Беговая». Место, предоставленное правительством центру, ранее занимал театр «Вернисаж», часть труппы которого стала работать в ЦДР после его переезда. Помещение театра находится в сталинском жилом доме, построенном в 1956 году. В 2014 году основные показы театра начали проходить в новом здании на станции метро «Сокол», ранее принадлежавшем камерному музыкальному театру Бориса Покровского, а здание на «Беговой» стало площадкой для творческих экспериментов и прогона новых спектаклей.
В репертуаре театра были такие постановки, как «Шопинг & Fucking» режиссера Ольги Субботиной по пьесе Марка Равенхилла, «Ощущение бороды» по пьесе Ксении Драгунской, «Облом off» Михаила Угарова и другие. В 2001 году в ЦДР прошел показ дебютного спектакля режиссера Кирилла Серебренникова «Пластилин». 
В 2003 году в ЦДР состоялся режиссерский дебют Владимира Панкова – спектакль «Красной ниткой». Это был первый спектакль в жанре Саундрама, с которого началась история будущей студии. В спектакле участвовали: сам Владимир Панков, Ольга Лапшина, Артем Смола и другие артисты, а также участники коллектива Владимира Панкова «Пан-квартет»: Сергей Родюков, Владимир Кудрявцев и Владимир Нелинов.
В 2003 году Казанцев получил премии Станиславского и «Чайка» за создание центра.
В 2007 году Казанцев стал председателем художественного совета ЦДР. После его смерти в том же году руководство театром и принятие решений по поводу новых постановок перешло к художественному совету, в котором состояли режиссёр Ольга Субботина и драматург Михаил Угаров.

### Руководство Михаила Угарова

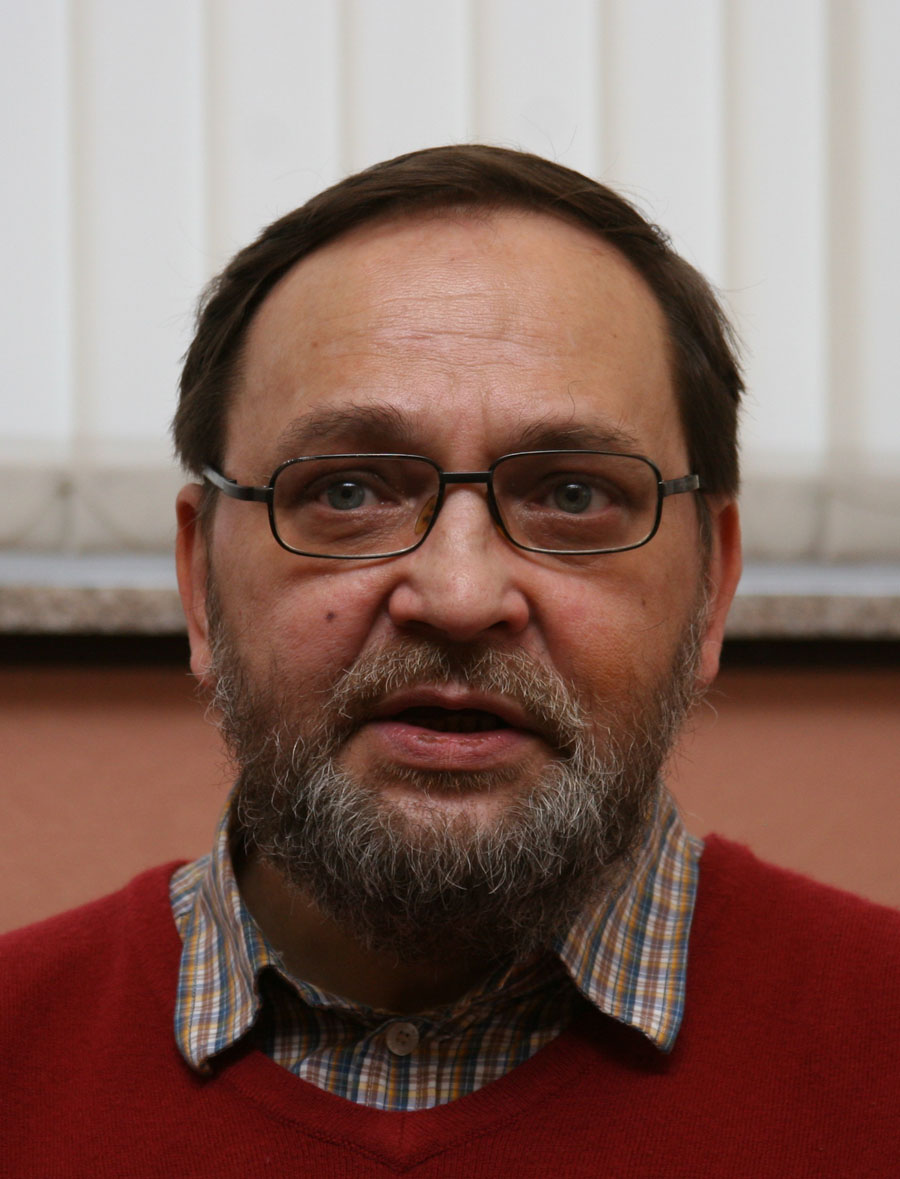
Режиссер Михаил Угаров. 2013 год

В 2010 году Михаил Угаров стал руководителем художественного совета ЦДР. Через год он был назначен художественным руководителем всего театра. Угаров дебютировал в ЦДР с постановкой спектакля «Облом off» в 2002 году. К моменту занятия поста художественного руководителя ЦДР он был известен как успешный драматург и режиссёр, а также один из создателей проекта «Театр.doc».
Главной целью своей работы Михаил Угаров видел возвращение к экспериментальной работе, спонтанности постановок. Под его руководством режиссёр Марат Гацалов создал специальную лабораторию «Мастерская на Беговой», в которой молодые театральные деятели могли представить планы новых постановок на суд совета экспертов. Именно при Угарове стали популярны «лабораторные» опыты студии, зрители проявили интерес к незавершенным и динамичным спектаклям ЦДР. Угаров также стремился сделать классические произведения актуальными: он поставил пьесу по мотивам «Маскарада» Лермонтова, режиссёр Максим Курочкин переосмыслил повесть Вольтера «Кандид».
Период руководства Михаила Угарова был также отмечен конфликтом внутри театра. Часть работников ЦДР во главе с Ольгой Субботиной выступила против упразднения художественного совета и посчитала методы руководства Угарова слишком радикальными. Негодование вызвали сокращения театральных работников, чрезмерное внимание художественного руководителя к экспериментальным спектаклям и пренебрежение репертуаром ЦДР. Труппа выразила свое недовольство в открытом письме, опубликованном на сайте «Трибуны общественной палаты».
Михаил Угаров ушел с поста художественного руководителя ЦДР в 2012 году. Тогда же место директора театра занял представитель Департамента культуры города Москвы Дмитрий Палагута.

### Театр при Дмитрии Палагуте
После назначения юриста и экономиста Дмитрия Палагуты на должность директора ЦДР Департамент культуры города Москвы открыл конкурс на должность художественного руководителя ЦДР, который выиграл режиссёр и драматург Владимир Клименко (Клим). Однако уже в 2014 году Клименко покинул свой пост, но продолжил ставить новые спектакли на сцене ЦДР, а в 2015 году спектакль, выпущенный в ЦДР, «Возмездие 12» стал участником фестиваля «Золотая Маска», получив номинацию на Премию — «Лучший спектакль в драме, малая форма», «Лучшая работа режиссёра», актриса Ксения Орлова получила Премию «Лучшая женская роль».
Во время руководства Палагуты театр столкнулся с новыми проблемами. Прежде всего изменился состав труппы: из-за внутреннего конфликта театр покинули многие деятели, в частности Марат Гацалов и Полина Васильева. В 2014 году по поручению Департамента культуры театр должен был пройти процесс реорганизации и объединиться с другими экспериментальными театрами — «А. Р. Т. О.» и «Открытая сцена» — для оптимизации работы трех театров. Художественный руководитель проекта «А. Р. Т. О.» Николай Рощин отказался подписывать договор о слиянии театров. Директор «Открытой сцены» Филипп Лось пытался отстоять здание своего театра на Поварской. Палагута обвинял Лося в незаконной сдаче театральных помещений в аренду и плохом распоряжении финансами.
В 2015 году Палагута сообщил о добровольном уходе с должности директора театра. В 2016 году после проверки, проведенной в ЦДР сотрудниками правоохранительных органов, Палагуту заподозрили в мошенничестве, и против него было возбуждено уголовное дело. По результатам расследования Дмитрий Палагута и его бывшие заместители Елена Максимова и Татьяна Андрианова осуждены за мошенничество, совершенное с использованием своего служебного положения, в крупном и особо крупном размере.

### Руководство Владимира Панкова

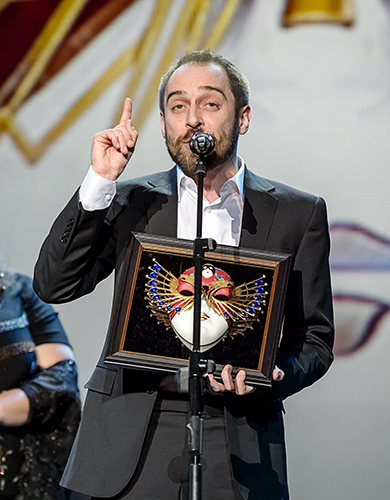
Режиссёр Владимир Панков на вручении премии «Золотая маска». 2015 год

После ухода Палагуты место директора и художественного руководителя театра занял Владимир Панков — создатель движения и одноименной театральной студии SounDrama. В 2003 году в ЦДР прошел первый спектакль Панкова студии SounDrama — «Красной ниткой», отличительной чертой которого стало смешение жанров, стирание границ между драматическим представлением и мюзиклом. Таким образом, появление Владимира Панкова в качестве художественного руководителя стало символичным как для ЦДР, так и для коллектива SounDrama Studio. Именно поэтому Панков стремился не столько к реформации театра, сколько его возрождение в том виде, в каком его когда-то задумал Алексей Казанцев.
Панков провел ребрендинг театра, занялся вопросами ремонта и решением финансовых проблем. Многие артисты Студии SounDrama вошли в труппу ЦДР, первой премьерой объединенной труппы стал спектакль «Москва — открытый город. Переход». Над спектаклем работали несколько режиссеров, которым Панков дал полную свободу самовыражения.
5 сентября 2017 года новый театральный сезон открылся спектаклем по пьесе Алексея Казанцева «Старый дом», посвященной памяти одного из создателей центра. Спектакль имеет большой успех у зрителей и получил немало положительных откликов у театральных критиков. По итогам сезона 17/18 Марина Райкина присудила несколько премий МК ЦДР за спектакли «Старый дом» и «Кеды». Спектакль «Старый дом» стал лауреатом премии СТД РФ «Гвоздь Сезона» – 2019; номинант российской национальной театральной премии «Золотая Маска» – 2019 в нескольких номинациях, из которых лауреатом стал Антон Пахомов («Мужская роль второго плана»). «Медведь» – совместный проект театра «Центр драматургии и режиссуры» и Международного театрального фестиваля имени А.П. Чехова стал настоящим событием сезона 2018/2019. Спектакль «Фабричная девчонка» по знаменитой пьесе Александра Володина объединил несколько поколений артистов: студентов четвертого курса (а ныне выпускников) мастерской Владимира Панкова в ГИТИСе, опытных мастеров сцены, а также музыкантов студии SounDrama. Следующей премьерой стал спектакль «Загнанных лошадей пристреливают, не правда ли?» по культовому роману Хораса МакКоя, удостоившийся премии «МК» 2020-2021 театрального сезона в номинациях «Лучший спектакль. Малая форма (“Полумэтры”)», «Лучшая женская роль (“Начинающие”)» – Сэсэг Хапсасова, «Лучшая мужская роль (“Начинающие”)» – Виктор Сапёлкин; «Лучший хореограф» — Екатерина Кислова. Знаковым событием  театрального сезона 2022 / 2023 стала масштабная постановка «Скоморох Памфалон» (ЦДР на Поварской), в пространстве которой объединилось более 60 исполнителей. Спектакль — лауреат театральной премии «МК» в номинациях: «Лучшая мужская роль второго плана» — Игорь Ясулович (Ермий), «Лучший художник» — Максим Обрезков, «Лучший музыкально-драматической спектакль», финалист премии «Гвоздь сезона» 2022 / 2023 сезона (номинация «Лучший спектакль»), удостоен премии «Малый хрустальный гвоздь». Спектакль — лауреат VIII Фестиваля «Биеннале театрального искусства. Уроки режиссуры» (2024 г.). Ныне спектакль посвящен памяти Народного артиста РФ Игоря Ясуловича. 
При новом художественном руководителе театр постоянно выпускает премьеры, устраивает концерты, появилась программа для выпускников творческих ВУЗов «ЦДР.Старт»

## ЦДР и движение «новая драма»
ЦДР стал одной из площадок развития движения «новой драмы», возникшего в конце 1990-х в среде молодых театральных деятелей. Предтечами «новой драмы» называют писателей и драматургов Владимира Сорокина, Людмилу Петрушевскую и Нину Садур. С 2002 года на разных площадках проводится одноименный фестиваль современной драматургии «Новая драма», в котором участвуют молодые драматурги и режиссёры из ЦДР.
Отличительной чертой движения стало обращение драматургов и режиссёров к неприглядной повседневности, к мелочам жизни и ее неурядицам, к проблемам простых людей. Авторы часто не дают ответа на поставленные вопросы, оставляя зрителя в напряжении. В пьесах новых драматургов используется сниженная и ненормативная лексика.
Михаил Угаров является одним из создателей и организаторов фестиваля «Новая драма». По его мнению, фестиваль задает направление современной театральной жизни и влияет на выбор репертуаров многих театров.

Новая драма – это актуальное театральное искусство. Это большое движение, и у каждого автора есть ощущение, что он не один.— Михаил Угаров о значении “новой драмы”, 2003 год
Современная драматургия продолжает развиваться, начиная с 2016 года ЦДР снова стал её домом, сейчас в репертуаре театра пьесы таких драматургов, как Елена Исаева, Юрий Клавдиев, Люба Стрижак, Ася Волошина, Сергей Давыдов, Олег Михайлов, Мартин Макдонах, Евгений Казачков, Юлия Воронова, Лера Манович, Дмитрий Богославский и др.

## ЦДР и современная режиссура
Целью создателей ЦДР было помочь молодым режиссёрам реализовать свои замыслы в поиске новых театральных идей. В разные периоды в ЦДР работали такие режиссёры как Ольга Субботина, Владимир Скворцов, Владимир Панков, Марат Гацалов, Кирилл Серебренников, Вадим Данцигер, Владимир Агеев. В 2016 году в ЦДР было учреждено несколько лабораторий, в том числе:
- режиссёрская лаборатория — эксперимент в области театра, музыки, перформанса и драматургии. Куратор — художественный руководитель театра Владимир Панков. Участники лаборатории 2016—2017: Александр Барменков, Алексей Золотовицкий[43], Дмитрий Акриш.
- хореографическая лаборатория — эксперимент в области танца, реализуемый на пересечении трех профессий — режиссёра, хореографа и критика. Кураторы — художественный руководитель театра Владимир Панков, хореограф Екатерина Кислова и балетный критик Лейла Гучмазова.[44] Участники лаборатории 2016—2017: Александр Исаков, Виктория Янчевская, Илья Карпель, Полина Миронова, Наталья Чернуха, Павел Глухов.[45]
- акустическая читка — международная творческая лаборатория, разрабатывающая новые формы музыкального театра, а также новые принципы взаимодействия композиторов и режиссёров при создании спектакля.